# The Bartons Arms
The Bartons Arms és un pub del High Street d'Aston (Birmingham, Anglaterra). Construït el 1901 per l'associació d'arquitectes de pubs James and Lister Lea per a Mitchells & Butlers, és un monument classificat en el grau II*.
És conegut per tenir unes parets especials que permetien als clients de classe mitjana veure els clients de la classe obrera a l'altra banda, tot i que els de la classe obrera no podia veure la gent de classe mitjana que els estaven mirant. Entre els que van ser-hi, destaquen Laurel i Hardy, que van anar-hi després d'actuar a l'antic Aston Hippodrome (adjacent a The Bartons Arms), els quals van ser fotografiats servint cervesa.
El 2002 la cerveseria Oakham Ales va adquirir el pub i el va restaurar. El 28 de juliol de 2006 l'edifici va patir desperfectes per culpa d'un incendi provocat per problemes elèctrics. Durant els disturbis d'Anglaterra de 2011, el pub va ser saquejat, se'n van trencar les finestres i s'hi va declarar un foc, que va ser apagat ràpidament; la policia hi va disparar fins a vuit trets.
The Bartons Arms apareix a la pel·lícula Felicia's Journey (1999) d'Atom Egoyan i a la novel·la The Last Viking: The Untold Story of the World's Greatest Heist (2006) de Ron Dawson, on la banda de lladres de la novel·la es reuneix al pub.